# 克拉弗豪斯
克拉弗豪斯（英語：Claverhouse）是位於蘇格蘭邓迪北部的住宅區。這裡有公园，水庫和溪流，是打哥爾夫球和馬術的熱門地方。代蒂溪由西向東流，克拉弗豪斯附有梅因斯城堡及通往阿伯丁的A90公路。

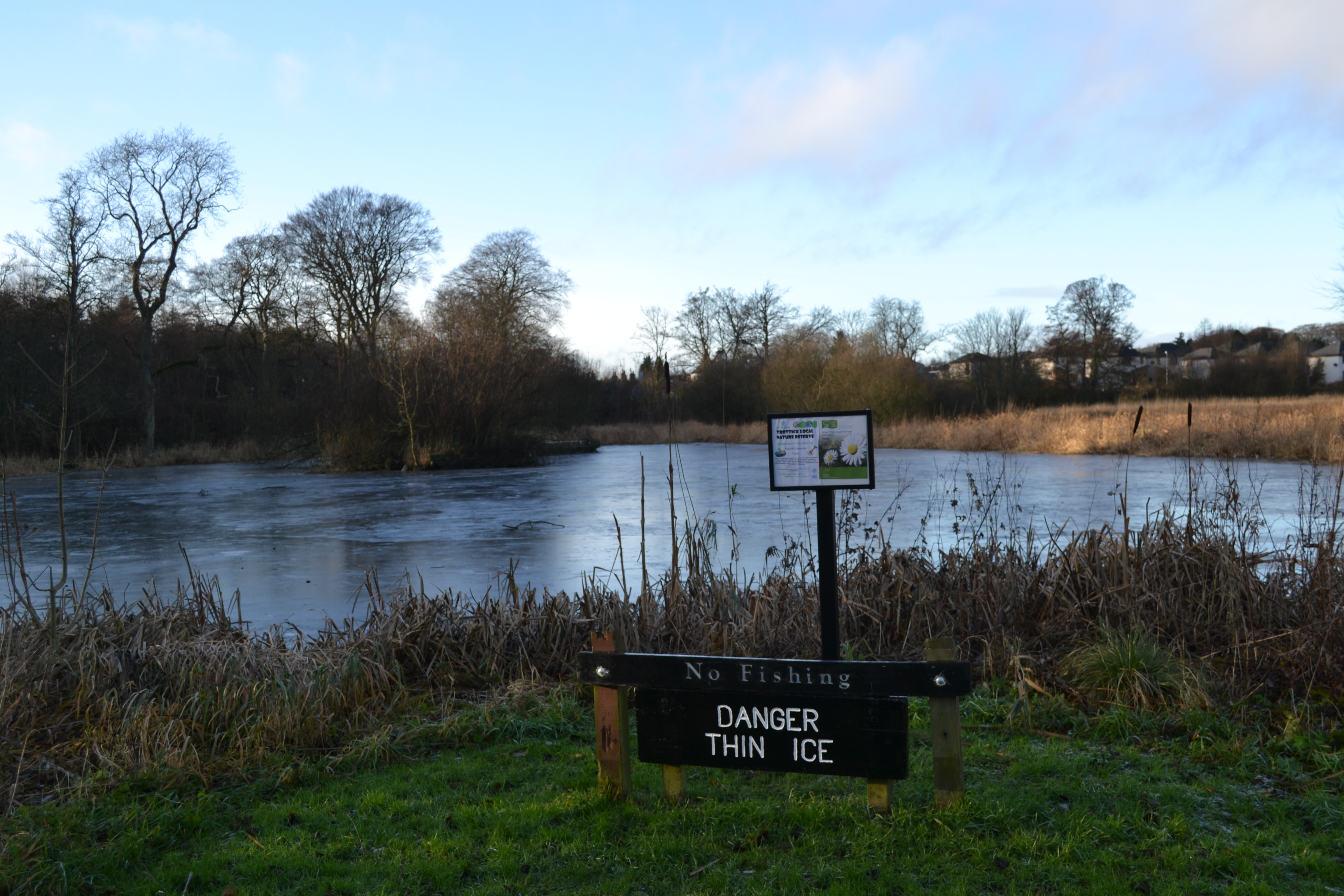
克拉弗豪斯的一池塘